# Alessandro Fortuna

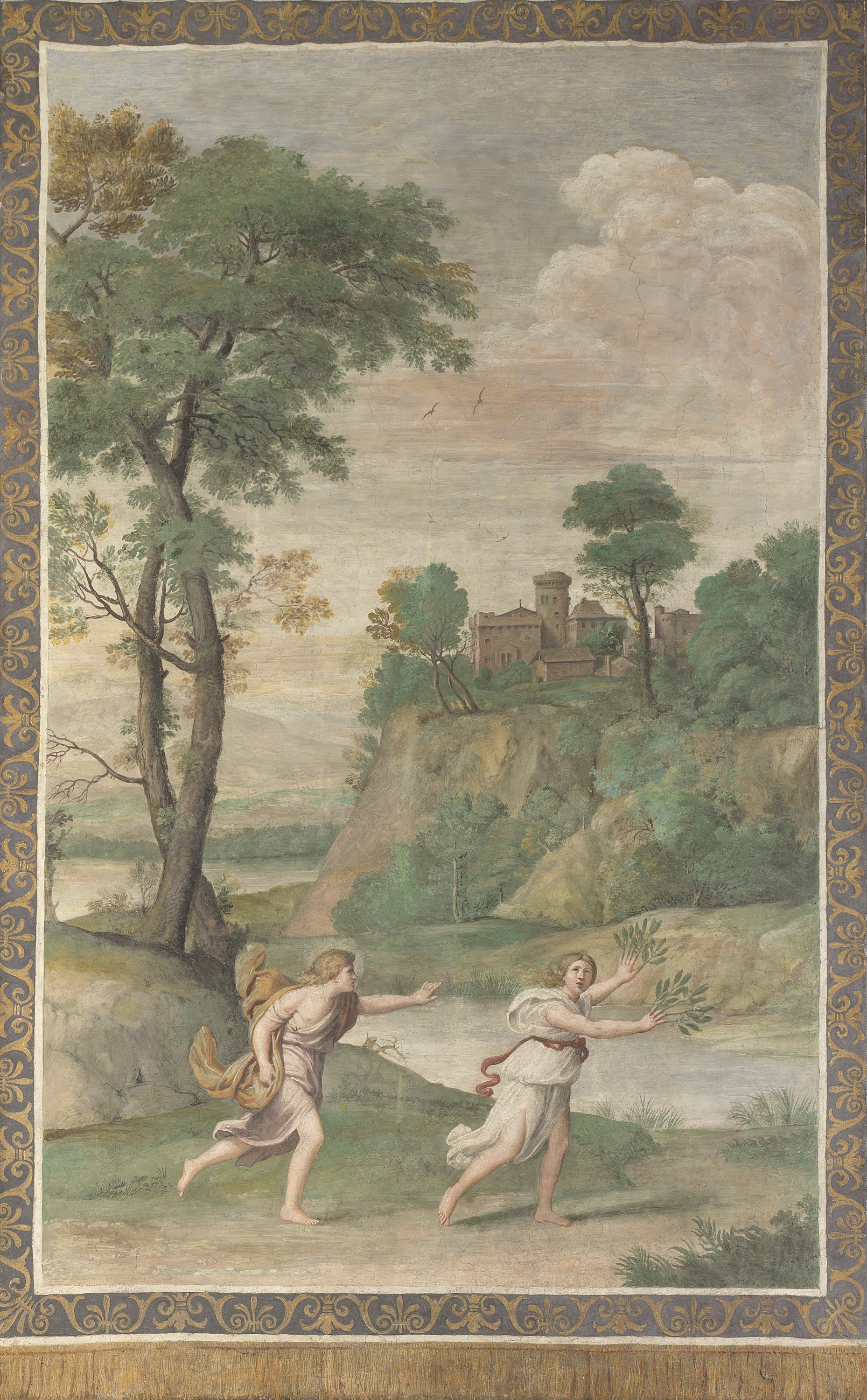
Domenichino och assistenter – Apollo och Dafne. Sala di Apollo, Villa Aldobrandini, Frascati.

Alessandro Fortuna, född 1596, död 6 augusti 1623 i Rom, var en italiensk målare under ungbarocken. Han var elev till Domenichino.

## Biografi
Ett av Fortunas första konstnärliga uppdrag var att 1616–1618 assistera Domenichino vid dekorerandet av Sala di Apollo i Villa Aldobrandini i Frascati. I denna sal framställs bland annat scener ur Ovidius Metamorfoser.
I kyrkan San Lorenzo in Miranda vid Forum Romanum har Fortuna utfört målningen Bebådelsen, i vilken han ådagalägger stor teknisk skicklighet. Fortuna tillskrivs Simson förstör filistéernas tempel, vilken återfinns i Galleria Pallavicini i Rom.